# Simmerbølle Sogn
Simmerbølle Sogn er et sogn i Langeland-Ærø Provsti (Fyens Stift).
I 1800-tallet var Simmerbølle Sogn et selvstændigt pastorat. Det hørte til Langelands Nørre Herred i Svendborg Amt. Simmerbølle sognekommune blev ved kommunalreformen i 1970 indlemmet i Rudkøbing Kommune, der ved strukturreformen i 2007 indgik i Langeland Kommune.
I Simmerbølle Sogn ligger Simmerbølle Kirke.
I sognet findes følgende autoriserede stednavne:
- Biskopstorp (ejerlav, landbrugsejendom)
- Havløkke Stræde (bebyggelse)
- Kassebølle (bebyggelse, ejerlav)
- Kibeshave (bebyggelse)
- Kohave (bebyggelse)
- Kulepile (bebyggelse, ejerlav)
- Møllemose Huse (bebyggelse)
- Peløkke (bebyggelse)
- Ravneryd (bebyggelse)
- Rifbjerg (bebyggelse, ejerlav)
- Rifbjerg Hale (areal)
- Røde Mølle (bebyggelse)
- Simmerbølle (bebyggelse, ejerlav)
- Strandhuse (bebyggelse)